# Bajka (Bydgoszcz)
Bajka – osiedle w Bydgoszczy leżące w Dzielnicy Wschodniej, stanowiące część tzw. Nowego Fordonu. Sąsiaduje z osiedlami: Bohaterów, Szybowników, Sielskim i Akademickim.
Granice osiedla wyznaczają: od północy i północnego zachodu – ul. Andersa, od południa – ul. Akademicka, a od wschodu – ul. Brzechwy.
Osiedle w większości stanowią bloki wielorodzinne.
W 2021 przeprowadzono rewitalizację parku i rozbudowę placu zabaw pomiędzy ulicami: Akademicką, Andersa i Andersena.

## Historia i nazwa
Tereny osiedla zostały przyłączone do Bydgoszczy w 1973 roku wraz z przyłączeniem miasteczka Fordon. Swą nazwę osiedle zawdzięcza patronom ulic, którymi w większości są autorzy bajek, baśni i wierszy dla dzieci:
- Hans Christian Andersen
- Jan Brzechwa
- Janina Porazińska
- Jan Marcin Szancer
- Ewa Szelburg-Zarembina

## Komunikacja miejska
Tramwajowa:
- 3: Wilczak – Łoskoń
- 5: Rycerska – Łoskoń
- 7: Kapuściska – Łoskoń
- 10: Las Gdański – Niepodległości
- 11: Niepodległości - Bielawy

Autobusowa:
- 74: Wyścigowa – Tatrzańskie
- 81: Tatrzańskie – Ikea
- 82: Tatrzańskie – Zamczysko
- 31N: Łoskoń/Zajezdnia – Dworzec Leśne (w oznaczonych kursach Podkowa)

## Ważniejsze obiekty
- oświatowe:
  - Zespół Szkół nr 35 – przy ul. Gawędy
- służby zdrowia:
  - Przychodnia Specjalistyczna „Bajka-Promedica” – przy ul. Szelburg-Zarembiny
- instytucje:
  - Inspektorat ZUS – przy ul. Andersena
  - Filia Wojewódzkiej i Miejskiej Biblioteki Publicznej – przy ul. Gawędy